# 28643 Kellyzhang
28643 Kellyzhang è un asteroide della fascia principale. Scoperto nel 2000, presenta un'orbita caratterizzata da un semiasse maggiore pari a 2,2936451 UA e da un'eccentricità di 0,1111050, inclinata di 4,10249° rispetto all'eclittica.